# Macunaíma
Macunaíma: O herói sem nenhum caráter (en català, Macunaíma, l'heroi sense cap caràcter), és una novel·la publicada l'any 1928 per Mário de Andrade, gran figura del modernisme brasiler.

## Història
Macunaíma és l'antiheroi protagonista del llibre. Es tracta d'un indígena que queda captivat per la gran ciutat (São Paulo) i la seva indústria. Per destacar la poca esma del personatge, la seva frase més repetida és Ai, que preguiça! ("Ai, quina mandra!"). Es tracta d'un joc de paraules, ja que en llengua tupi, aique significa "mandra", per tant és doblement peresós. De Andrade fa servir Macunaíma per representar la societat brasilera, a la què retreu la seva passivitat; al mateix temps, critica el creixement econòmic desmesurat que vivia el país en aquella època.
L'obra s'enquadra en el corrent de l'indigenisme, que artistes com Tarsila do Amaral, Oswald de Andrade i el propi Mário venien propugnant en els anys precedents. N'és un exemple el Manifest Pau-Brasil, de 1924.
L'escriptor opta per un prisma còmic –influència del surrealisme de Breton– i anti-romanticista i empra multitud de mites i llegendes del folklore nadiu. L'estructura de la història és innovadora, ja que no segueix una línia temporal ni espacial; també incorpora elements del realisme màgic, que ha sigut molt important en la producció artística brasilera.
La novel·la és una defensa a ultrança dels trets distintius del Brasil. N'és un exemple el llenguatge escrit, que s'allunya de l'academicisme del portuguès europeu i s'apropa a la forma de parlar dels paulistes. Això queda ben palès en el capítol Carta pras Icamiabas.

## Sinopsi
Macunaíma neix en una tribu amazònica. A diferència de la resta de nens del poblat, és entremaliat, mentider, traïdor i diu paraulotes. Té dos germans, Maanape i Jiguê. Quan creix, s'enamora de la Ci "Mãe do mato" (mare del bosc). Tenen un fill, però tant el nadó com la Ci moren.
El protagonista es desespera i perd un amulet, regal de la seva estimada. Cercant-lo, s'adona que el gegant Paimã se l'ha endut a São Paulo. La història transcorre explicant el viatge de Macunaíma a la ciutat, què hi troba i les seves peripècies per recuperar la pedra de Ci. Finalment aconsegueix recuperar-la i torna al seu poble, on novament perd l'amulet. Deprimit, decideix allunyar-se de tot i es converteix en la constel·lació de l'Ossa Major.

## Adaptacions
L'any 1969, el director Joaquim Pedro de Andrade va estrenar la versió cinematogràfica, Macunaíma. Va aconseguir un notable èxit i és considerada una de les millors pel·lícules del cinema brasiler.
El dramaturg Antunes Filho va preparar una adaptació teatral, que va ser estrenada en diversos països.